# 米沢市民歌
「米沢市民歌」（よねざわしみんか）は、日本の山形県米沢市が制定した市民歌である。作詞・田中道一、作曲・山田耕筰。

## 解説
1959年（昭和34年）の市制70周年を迎えるに当たり、記念事業として1957年（昭和32年）4月30日に制定された。制定意義は「新米沢市の賛歌」とされ詩人の大木惇夫を審査員に招き懸賞募集を実施、応募総数260篇から入選1篇と佳作2篇が選出された。
入選者の田中道一（1906年 - 1994年）は被服学者で制定時は大阪府立大学教授に就いていたが、1940年（昭和15年）から1956年（昭和31年）まで米沢高等工業学校教諭を経て山形大学工学部教授の職に在り、16年間を当地で過ごす地縁を有していた。入選作の発表後、選者の大木からの推薦により山田耕筰に作曲を依頼し、4月30日に米沢工業高校グラウンドで1万5000人の観衆を集めて陸上自衛隊中央音楽隊による初演奏が行われた。
米沢市役所では市民歌の演奏機会について「表彰式など市が関係する行事の中で歌われている」とする。制定から40年余りは例規集に登載されず、慣例的に歌われて来たが1999年（平成11年）11月1日付で制定告示が追加された。
米沢市に関連する市民歌以外の楽曲としては、1989年（平成元年）に市制100周年・市民憲章運動推進第44回米沢大会開催記念イメージソングとして選定された「ぼくたちのまち 米沢」（作詞・作曲：今野明彦）が存在する。